# Éditions Larousse

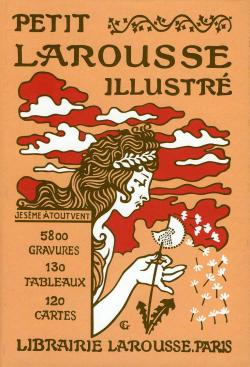
Petit Larousse illustré aus dem Jahr 1905

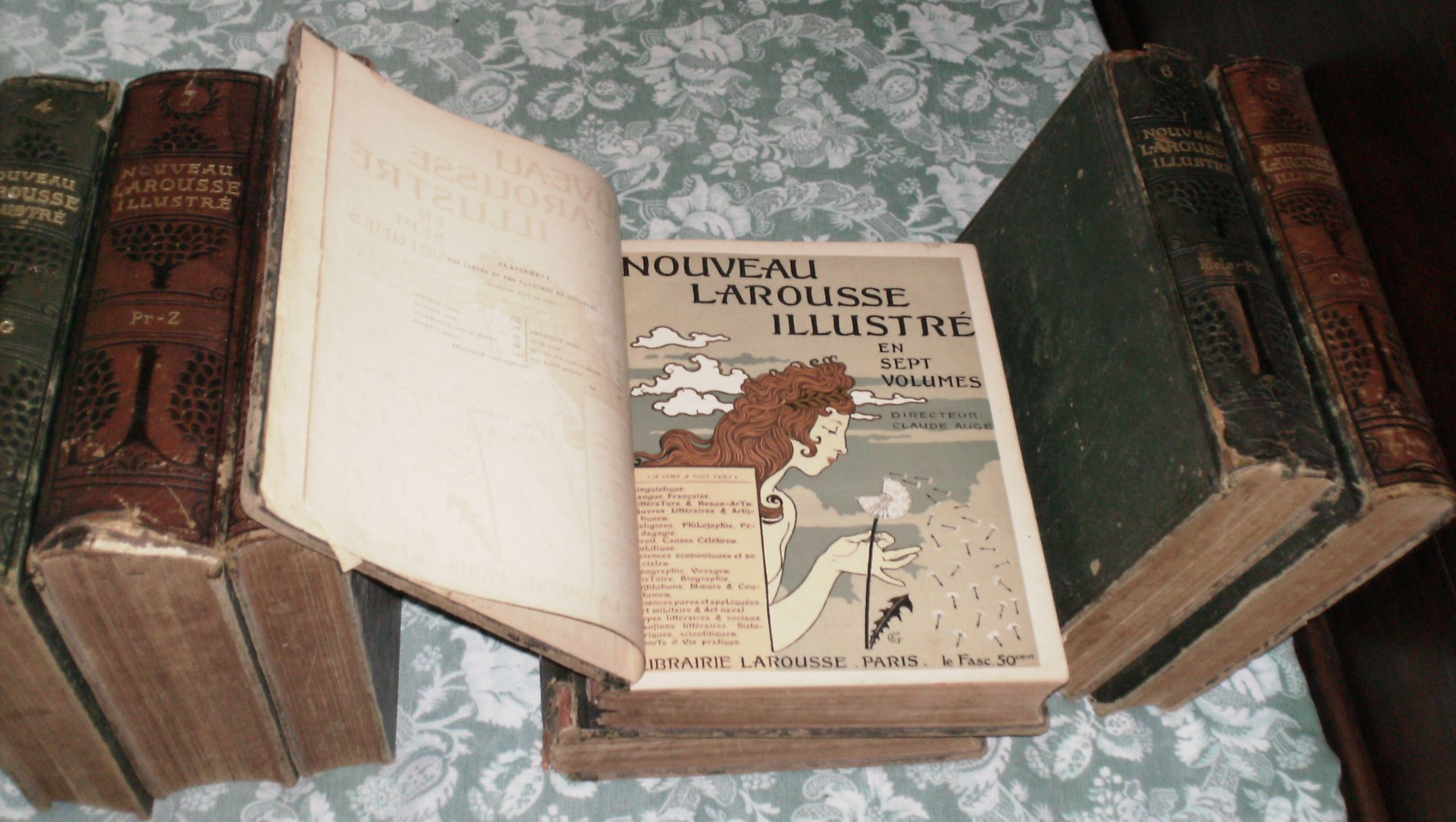
Nouveau Larousse illustré aus der Zeit um das Jahr 1900

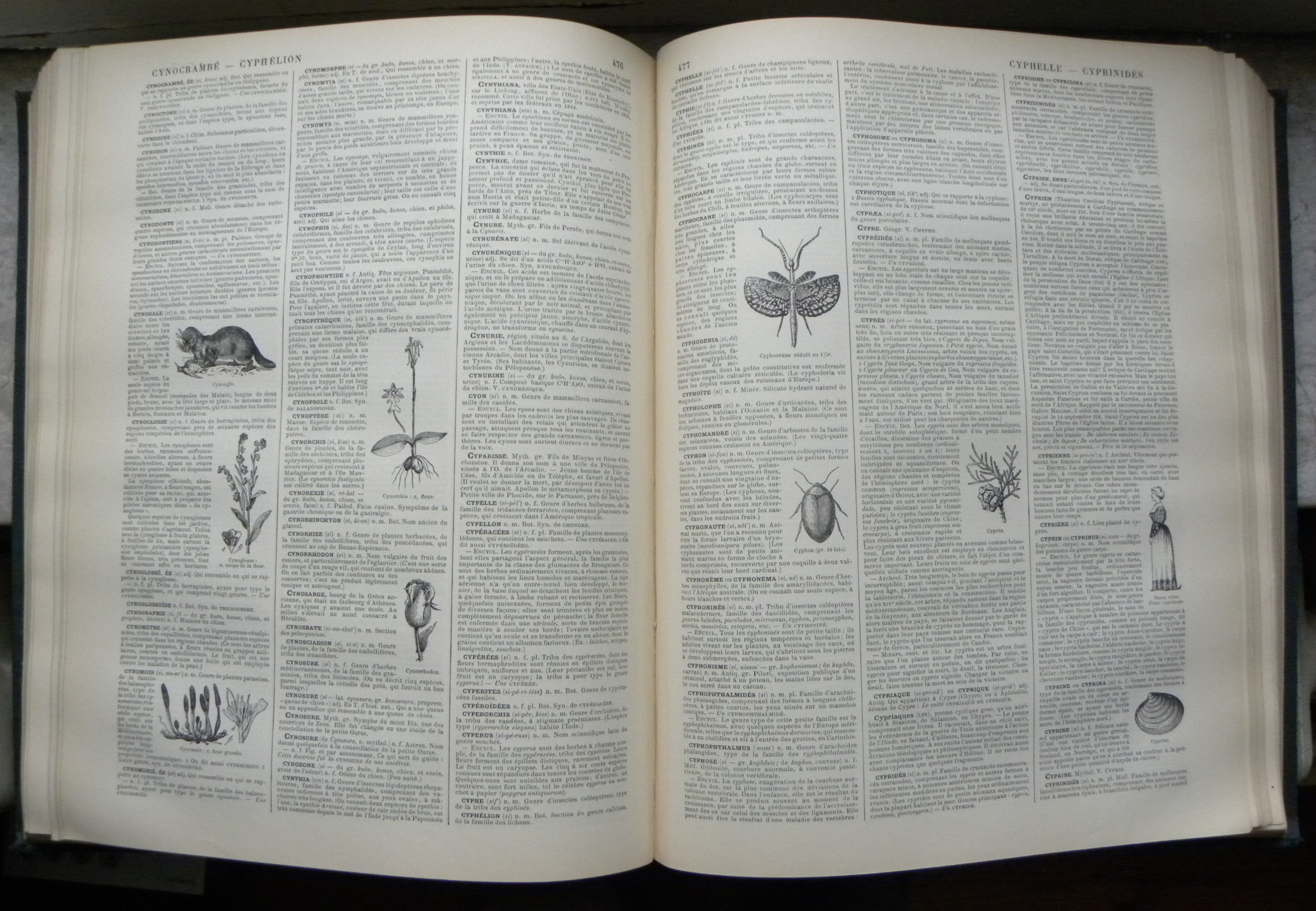
Nouveau Dictionnaire Larousse aus dem Jahr 1899

Die Éditions Larousse sind ein Verlag in Paris, der vor allem Wörterbücher, Enzyklopädien, Fachlexika, Sachbücher und Schulbücher herausgibt.

## Geschichte
Der Verlag geht auf die 1852 von Pierre Larousse und Augustin Boyer gegründete „Librairie Larousse et Boyer“ zurück. Der Verlag war bis 1983 selbständig, als er zuerst von „CEP Communication“, dann 1998 vom französischen Medienkonzern Vivendi, und schließlich 2004 von Hachette Livre gekauft wurde.

## Symbol
Symbol des Verlags ist eine junge Frau, die die Samen von einer Pusteblume eines Löwenzahns wegbläst (La semeuse ‚die Säerin‘). Bis 1993 war es begleitet von dem Wahlspruch Je sème à tout vent ‚Ich säe aus in alle Winde‘.

## Veröffentlichungen
Die bekanntesten Werke sind (alle auf Französisch):
- Le Petit Larousse illustré, ein reich bebildertes enzyklopädisches Wörterbuch in einem Band und das meistverkaufte Wörterbuch in Frankreich. Es wird jährlich neu bearbeitet durch Ergänzung um Neologismen und Beschneidung von Veraltetem. Die erste Auflage erschien 1905 (Hrsg. Claude Augé). Die 115. Ausgabe von 2020 (erschienen 2019) zählt 2044 Seiten. Das Wörterbuch zeichnet sich aus durch die Aufteilung in einen ersten Teil mit einem Sprachwörterbuch von 62.000 Artikeln und einen zweiten Teil mit 28.000 Eigennamen (Personen, Ortsnamen u. a.), abgetrennt durch 18 Seiten auf rosa Papier mit lateinischen und griechischen Ausdrücken und Redewendungen, sowie französischen Sprichwörtern. Hinzu kommen eine Kurzgrammatik und eine Chronologie der Weltgeschichte.
- Grand Larousse illustré, eine dreibändige Enzyklopädie mit 85.000 Artikeln, wird zusammen mit einer Multimediaversion verkauft.
- Encyclopédie Universelle Larousse, eine Multimedia-Enzyklopädie mit 150.000 Artikeln; die drei Ausgaben dieser Enzyklopädie (Edition Prestige, l'Intégrale und l'Essentielle) haben ebenfalls Multimedia-Beilagen.
- Fremdsprachenwörterbücher für Deutsch, Englisch, Italienisch, Katalanisch, Portugiesisch, Spanisch und andere Sprachen.
- 1938, 2001, 2003, 2009: Der Große LAROUSSE GASTRONOMIQUE Standardwerk für Küche, Kochkunst, Esskultur. Hardcover-Ausgabe (auch in Box); Die weltgrößte Koch-Enzyklopädie, 4000 Einträge, 1700 Fotos, 2500 Kochrezepte, Autor(en): Prosper Montagné (1865–1948, französischer Koch und Autor), in Zusammenarbeit mit Alfred Gottschalk. Mit Vorworten der Autorenköche Auguste Escoffier und Philėas Gilbert (1857–1942) der auch Mitarbeiter der 1. Ausgabe war. Erstes Veröffentlichungsdatum in Frankreich war 1938, danach später auch in englischer Sprache und ab 2001 in modernisiert und in überarbeiteten Fassungen, sowie in mehreren anderen  Sprachen nun erhältlich; Thema: Kochkunst, Verlag: Éditionen Larousse; Deutsche Ausgabe: Christan Verlag, 1087 Seiten, ISBN 978-3-95961-539-6.

Bekannte, nicht mehr herausgegebene Werke:
- Grand dictionnaire universel du XIXe siècle (1864–1876, 15 Bde.; Supplemente 1878 und 1887), die Enzyklopädie, die den Ruf des Verlages begründet hat.
- Nouveau Larousse illustré (1897–1904, 7 Bde.; Supplement 1907), die Enzyklopädie, die moderne Standards setzte.
- Larousse du XXe siècle (1928–1933, 6 Bde.; Supplement 1953).
- Grand Larousse encyclopédique, Grand Dictionnaire encyclopédique Larousse und Grand Larousse universel, zwischen 1960 und 1997 herausgegebene Enzyklopädien mit 10–15 Bänden.
- Grande Encyclopédie Larousse in 20 Bänden (1971–1976).
- Le Larousse pour tous. Nouveau dictionnaire encyclopédique in 2 Bänden (1907–1908).
- Larousse universel en 2 volumes in 2 Bänden (ab 1922)
- Nouveau Larousse universel in 2 Bänden (ab 1948)
- Larousse élémentaire illustré in 1 Band (ab 1914)

Der Erste Weltkrieg im Verlag der Bundeszentrale für politische Bildung ist die deutsche Übersetzung des Larousse de la Grande Guerre.